# Potentilla hyparctica
Espèce
La Potentille subarctique, Potentilla hyparctica, est une espèce de plantes à fleurs de la famille des Rosacées. Elle est parfois considérée comme une sous-espèce de Potentilla robbinsiana. C'est une plante caractéristique des milieux arctiques de l'hémisphère nord. Elle apprécie les zones où l'humidité est importante.

## Liste des sous-espèces, variétés et formes
Selon Tropicos (19 juin 2013) (Attention liste brute contenant possiblement des synonymes) :
- sous-espèce Potentilla hyparctica subsp. elatior (Abrom.) Elven & D.F. Murray
- sous-espèce Potentilla hyparctica subsp. hyparctica
- sous-espèce Potentilla hyparctica subsp. nana (Willd. ex Schltdl.) Hultén
- sous-espèce Potentilla hyparctica subsp. nivicola Jurtzev & V.V. Petrovsky
- sous-espèce Potentilla hyparctica subsp. robbinsiana (Lehm.) Á. Löve & D. Löve
- variété Potentilla hyparctica var. elatior (Abrom.) Fernald
- variété Potentilla hyparctica var. hyparctica
- forme Potentilla hyparctica fo. tardinix (Polunin) Savile & Calder